# Facundo Medina
Facundo Axel Medina (Villa Fiorito, 28 mei 1999) is een Argentijns voetballer die doorgaans als centrale verdediger speelt. Hij verruilde Talleres  in juli 2020 voor RC Lens. Medina debuteerde in 2020 in het Argentijns voetbalelftal.

## Clubcarrière
Medina stroomde door vanuit de jeugd van River Plate. Hij zat hier in 2016/17 vier keer op de reservebank bij het eerste elftal, maar speelde daar nooit in. Hij verruilde de club in januari 2018 voor Talleres. Hiervoor debuteerde hij op 12 augustus 2018 in de Primera División. Medina speelde in twee seizoenen 33 competitiewedstrijden voor Talleres. Dat verkocht hem in juli 2020 voor 3,5 miljoen euro aan RC Lens. Medina groeide bij Lens uit tot basisspeler. Hij maakte op 13 september 2020 zijn eerste doelpunt in de Ligue 1, tegen Lorient. Nadat Medina met Lens in zowel 2020/21 als 2021/22 zevende werd, eindigden zijn ploeggenoten en hij in 2022/23 op de tweede plaats, één punt achter kampioen Paris Saint-Germain.

## Clubstatistieken
| Seizoen     | Club        | Competitie       | Competitie | Competitie | Beker | Beker | Internationaal | Internationaal | Totaal | Totaal |
| Seizoen     | Club        | Competitie       | Wed.       | Dlp.       | Wed.  | Dlp.  | Wed.           | Dlp.           | Wed.   | Dlp.   |
| ----------- | ----------- | ---------------- | ---------- | ---------- | ----- | ----- | -------------- | -------------- | ------ | ------ |
| 2018/19     | Talleres    | Primera División | 16         | 0          | 1     | 0     | 0              | 0              | 17     | 0      |
| 2019/20     | Talleres    | Primera División | 17         | 1          | 2     | 0     | —              | —              | 19     | 1      |
| Club totaal | Club totaal | Club totaal      | 33         | 1          | 3     | 0     | 0              | 0              | 36     | 1      |
| 2020/21     | RC Lens     | Ligue 1          | 24         | 2          | 2     | 1     | —              | —              | 26     | 3      |
| 2021/22     | RC Lens     | Ligue 1          | 31         | 1          | 3     | 0     | —              | —              | 34     | 1      |
| 2022/23     | RC Lens     | Ligue 1          | 32         | 2          | 3     | 1     | —              | —              | 35     | 3      |
| Club totaal | Club totaal | Club totaal      | 87         | 5          | 8     | 2     | 0              | 0              | 95     | 7      |

Bijgewerkt t/m 13 juli 2023

## Interlandarrière
Medina maakte deel uit van verschillende Argentijnse nationale jeugdselecties. Hij nam met Argentinië –20 deel aan het Zuid-Amerikaans kampioenschap –20 van 2019 en het WK –20 van 2019 en nam met het olympisch team deel aan de Olympische Zomerspelen 2020. Medina debuteerde op 13 oktober 2020 in het Argentijns voetbalelftal. Bondscoach Lionel Scaloni liet hem toen in de 89e minuut invallen voor Lautaro Martínez tijdens een met 1–2 gewonnen WK-kwalificatiewedstrijd tegen Bolivia. 